# Buchhandlung Fr. Stritter
Die Buchhandlung Fr. Stritter ist eine traditionsreiche Buchhandlung in Heilbronn. Als älteste Buchhandlung in Heilbronn kann das Unternehmen auf eine Tradition bis 1688 zurückblicken. In ihrem ab 1748 bis in die zweite Hälfte des 19. Jahrhunderts angeschlossenen Verlag unter den Verlegern Eckebrecht, Class und Landherr sind einige bedeutende Werke erschienen, darunter Schriften von Robert Mayer. Im Besitz der Familie Stritter befindet sich das Unternehmen seit 1901. Den heutigen Standort in der Gymnasiumstraße 37 bezog die Buchhandlung nach dem Zweiten Weltkrieg.

## Geschichte
Nachdem es in Heilbronn in der Zeit ab etwa 1500 immer wieder Drucker gegeben hatte, die auch mit Büchern gehandelt haben, ist eine reine Buchhandlung für jene Zeit noch nicht belegt. Erst mit Johann Christian Kehl, der 1688 das Bürgerrecht in Heilbronn bekam, ist erstmals ein Buchhändler in der Reichsstadt belegt. Der Standort des damaligen Geschäfts ist nicht mehr bekannt; es könnte sich aber im Gebäude des Gasthofs Sonne in der Sülmerstraße befunden haben. 1748 wurde die Buchhandlung von Paul Straub übernommen, der ihr einen Verlag angliederte.
1750 befand sich die Buchhandlung im Besitz von Franz Joseph Eckebrecht aus Wien. Er war der (anonyme) Verfasser der Defensionsschrift, in der die Reichsbuchhändler über ihre Sorgen klagten. Eckebrecht setzte sich in Heilbronn dafür ein, dass Buchbinder und Hausierer nicht mit Büchern handeln durften. Sein Geschäft war vermutlich in der Fleiner Straße 20. Eckebrecht, der auch eine Filiale in Rothenburg ob der Tauber betrieb, hat zahlreiche Bücher selbst verlegt, darunter mehrbändige Werke zur Welt- und Kirchengeschichte, und außerdem ab 1782 auch eine Leihbücherei in Heilbronn betrieben.
Nach einem kurzzeitigen weiteren Besitzer kam die Buchhandlung 1792 an Johann Daniel Class, der sein Ladengeschäft in der Präsenzgasse 881 hatte. 1793 war Friedrich Schiller während seines Aufenthaltes in Heilbronn Kunde der Heilbronner Buchhandlung, wie er in einem Brief an Christian Gottfried Körner wissen ließ. Class gab 1799 Melchior Adam Weikards Medizinisch-practisches Handbuch heraus, 1823 und 1828 folgten mit A. E. Bruckmanns Die denkwürdigen Brunnen zu Oberdischingen in Württemberg und Karl Friedrich Jaegers Geschichte der Stadt Heilbronn auch regionalgeschichtliche Werke.
Nach Class’ Tod 1829 führte sein Sohn Ernst Clemens Class die Geschäfte in Heilbronn weiter. Die Filiale in Rothenburg wurde von seinem Schwager C. F. Deubold als eigenständiger Betrieb fortgeführt. Ernst Clemens Class starb 1840 im Alter von nur 37 Jahren. Die Buchhandlung wurde danach vom Prokuristen Johann Ulrich Landherr fortgeführt, der 1842 Class’ Tochter Friederike heiratete und die Buchhandlung übernahm. Landherr verlegte 1843 ein Adressbuch von Heilbronn sowie 1848 und 1851 Schriften von Robert Mayer.
1855 verkaufte Landherr die Buchhandlung an Carl Friedrich Schmidt. Dieser gab 1873 seinem Mitarbeiter Ernst Becker aus Malchin Prokura und trat 1876 die inzwischen in der Kramstraße befindliche Buchhandlung und sein Wohnhaus an Becker ab, um sich künftig seinem Musikverlag zu widmen. Damit endete die Verlagstätigkeit, denn Becker und seine Nachfolger führten die Buchhandlung als reine Sortimentsbuchhandlung fort. 1890 verkaufte Becker die Buchhandlung an die Herren Stritter und Kessler. Kessler schied einige Jahre später aus, so dass die Familie Stritter seit 1901 alleiniger Besitzer der Buchhandlung ist.
Nach dem Tod von Friedrich Stritter 1913 bezog dessen Witwe Klara 1916 in neue Geschäftsräume in der Kaiserstraße 22 gegenüber dem Käthchenhaus. Nach Ende des Ersten Weltkriegs trat der Sohn Fritz Stritter in das Unternehmen ein, das er mit seiner Schwester Hilde als OHG weiterführte. Hilde Stritter trat 1937 aus dem Unternehmen aus. Fritz Stritter wurde im Zweiten Weltkrieg zum Heeresdienst eingezogen, die Geschäfte führte seine Frau Hedwig weiter.
Beim Luftangriff vom 4. Dezember 1944 wurden sowohl die Wohnung als auch die Geschäftsräume der Stritters zerstört. Hedwig Stritter wurde nach Wüstenrot evakuiert und versuchte den Ladenbetrieb in einem Gartenblockhaus bei Verwandten in der Heilbronner Alexanderstraße notdürftig fortzuführen. Fritz Stritter kehrte nach Kriegsende nach Heilbronn zurück. Als Ladengemeinschaft mit dem Modegeschäft Engelhardt in der Staufenbergstraße in Heilbronn-Sontheim begann 1946 der zaghafte Wiederaufbau des Unternehmens.
1948 trat der Sohn Peter Stritter in das Geschäft ein. 1949 bezog die Buchhandlung Räume an der Ecke Gymnasium-/Titotstraße in Heilbronn in einer anfangs nur notdürftig hergerichteten Kriegsruine, die in den Folgejahren wiederaufgebaut wurde. Im Gebäude befand sich lange Zeit auch noch ein Lebensmittelgeschäft, so dass die Platzverhältnisse recht beengt waren. Als das Lebensmittelgeschäft 1973 in ein Nachbargebäude wechselte, konnte die Buchhandlung ihre Fläche um das Doppelte vergrößern. 1977 trat Andreas Stritter in das Unternehmen ein. 1979 übernahm das Unternehmen die Buchhandlung Recksiek, die zuvor auf Fachbücher spezialisiert war.
Mit dem Ausscheiden des Seniorchefs Fritz Stritter 1987 wandelten Peter und Andreas Stritter das Unternehmen in eine GmbH um. 
Am 15. Juni 1988 feierte das Unternehmen auf der Dachterrasse des Insel-Hotels sein 300-jähriges Jubiläum, das gleichzeitig zum letzten öffentlichen Auftritt des städtischen Bibliotheksdirektors Hans Ulrich Eberle wurde, der in der darauf folgenden Nacht verstarb.
1994 übernahm Stritter die Buchhandlung Tabler, in der künftig schwerpunktmäßig Kinder- und Jugendliteratur sowie Belletristik angeboten wurden, während das Haupthaus sich vorwiegend auf Fachliteratur konzentrierte. 2009 wurde die Buchhandlung Tabler aufgegeben; seitdem firmiert das Unternehmen als Buchhandlung Tabler & Stritter an einem einzigen Standort in der Gymnasiumstraße 37 in Heilbronn.